# Unión Democrática del Pueblo Ruandés
La Unión Democrática del Pueblo Ruandés (en francés: Union Démocratique du Peuple Rwandais; en kiñaruanda: Ishyaka Riharanira Ubumwe bw'Abanyarwanda na Demokarasi) es un partido político en Ruanda.

## Historia
El partido fue fundado en 1992. Se une dentro de una alianza con Frente Patriótico Ruandés antes de las elecciones parlamentarias celebradas en 2003, ganando un solo escaño. Se mantiene dentro de la alianza para las siguientes elecciones parlamentarias celebradas en 2008, reteniendo su único escaño. 
Sin embargo, pierde su único escaño en las elecciones parlamentarias de 2013. Regresa al parlamento después de ganar un escaño en las elecciones parlamentarias celebradas en 2018.